# 蘇黎世湖 (伊利諾伊州)
蘇黎世湖（英語：Lake Zurich）是位於美國伊利諾伊州萊克縣的一個村落。

## 地理
蘇黎世湖的座標為42°11′32″N 88°05′17″W / 42.19222°N 88.08806°W，而該地最高點為海拔高度259米（即850英尺）。

## 人口
根據2010年美國人口普查的數據，蘇黎世湖的面積為18.89平方千米，當中陸地面積為17.84平方千米，而水域面積為1.05平方千米。當地共有人口19631人，而人口密度為每平方千米1,039人。